# 马庄站
马庄站位于中华人民共和国河南省驻马店市驿城区古城街道，是一个京广铁路上的铁路车站，建于1912年，目前为四等站，车站目前仅办理货运业务：仅办理专用线、专用铁道整车货物发到；办理整车路用货物发到。